# Otolit

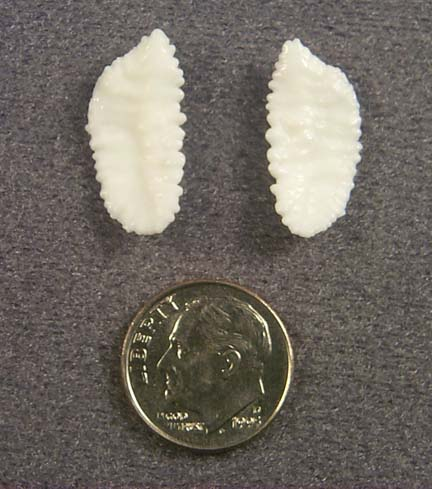
Ett par otoliter från en Stillahavstorsk (Gadus macrocephalus).

En otolit är en del av vestibulum, som sitter mellan båggångarna och hörselsnäckan i innerörat. Otoliter är kristallina ansamlingar av kalciumkarbonat och proteinpartiklar i vestibulums vätska som hjälper till att registrera bland annat gravitation. Otoliter hos människor är mikroskopiska men hos benfiskar större. 
I innerörats båggångar hos benfiskar finns tre par otoliter, lapillus, sagitta och asteriscus, inneslutna i hinnsäckar kallade utriculus, sacculus respektive lagena.  I takt med att fisken växer inlagras kalciumkarbonat i otoliterna, vanligtvis i formen aragonit. Beroende av årstid, temperatur, födotillgång, fiskens ämnesomsättning m.m. bildas säsongsvisa opaka och translucenta tillväxtzoner. Med hjälp av olika metoder beroende på art, är det möjligt att avläsa dessa säsongsvisa årsringar och även finare dagliga ringar för åldersbestämning av fisk. För åldersanalys används generellt sagitta som vanligtvis är den största av otoliterna, men även lapillus används för enstaka arter.